# Bibliothèque Cujas
Pour les articles homonymes, voir Éditions Cujas, Jacques Cujas et rue Cujas.
La bibliothèque Cujas est une bibliothèque interuniversitaire, spécialisée en droit, sciences économiques et sciences politiques, relevant d'une convention entre les deux universités Paris 1 et Paris 2. Elle est dénommée d'après Jacques Cujas, penseur du droit du seizième siècle. Elle est située au 2 rue Cujas dans le 5e arrondissement, dans le Quartier latin, sur la montagne Sainte-Geneviève, sur l'emplacement des anciens collège des Cholets et collège Sainte-Barbe. Elle est contiguë à la bibliothèque Sainte-Geneviève, place du Panthéon.

## Histoire
La bibliothèque Cujas est héritière de la bibliothèque de l'École de droit (ou Faculté de droit) de l'Université de Paris, ouverte en 1829 pour aider les étudiants à préparer leur thèse, puis autorisée en 1831 à tous les étudiants de droit de la capitale. De 1876 à 1914, Paul Viollet, bibliothécaire-archiviste de la faculté, développe notablement les collections. La bibliothèque est alors installée sur le site historique de la faculté, toujours existant, place du Panthéon.
À partir de 1946, le transfert de la bibliothèque de l'autre côté de la rue Cujas est envisagé. Il sera réalisé en 1958 avec l'ouverture d'un nouveau bâtiment.
Après la partition de l'Université de Paris en 1970, et la disparition de l'ancienne faculté de droit, la bibliothèque est intégrée dans la bibliothèque interuniversitaire A établie par le décret no 72-132 du 10 février 1972, service commun aux treize universités des académies de Paris, Créteil et Versailles.
Finalement, la bibliothèque Cujas est instituée bibliothèque interuniversitaire à part entière par le décret no 78-1122 du 16 novembre 1978. Les universités de Paris 1 et Paris 2 sont les deux parties à la convention constitutive.
En 1994, son statut évolue pour devenir "service interétablissement de coopération documentaire" (SICD), en application du décret no 91-321 du 27 mars 1991, par une nouvelle convention entre les deux universités Paris 1 et Paris 2. La bibliothèque est rattachée administrativement à l'Université Paris 1 pour son fonctionnement. Enfin le décret de 1994 est remplacé par le décret no 2011-996 du 23 août 2011, lui-même codifié aux articles D. 714-28 et suivants du Code de l'éducation depuis l'intervention du décret n°2013-756 du 19 août 2013.

## Le bâtiment
Ouvert le 24 novembre 1958, le bâtiment est constitué de deux éléments disjoints : 
- le pavillon sur la rue Cujas, construit en 1845-1846 par Théodore Labrouste (frère d'Henri Labrouste) pour le collège Sainte-Barbe dont il constituait l'entrée principale ;
- le bâtiment neuf ou bâtiment Chartière, en arrière du premier, donnant sur l'impasse Chartière, édifié de 1955 à 1958 par l'architecte Raymond Detolle, avec une salle de lecture principale sous forme de verrière, qui établit la liaison entre les deux parties architecturales.

Le bâtiment comprend un magasin en sous-sol pour un million de volumes et une salle de lecture principale de 450 places assises. La configuration des locaux et les modalités de fonctionnement induites reflètent les servitudes de la parcelle de terrain : très étroite sur la rue Cujas, formant un angle droit ensuite, et en forte déclivité. Cette situation a pour conséquences l'accès indirect aux collections imprimées et l'éclatement des services internes. Si la surface des locaux correspondait aux besoins à la fin des années 1950, la situation a considérablement changé depuis, avec l'explosion de la population d'étudiants à desservir.
Trois dates en rapport avec l'histoire du collège Sainte-Barbe sont sculptées dans un cartouche au-dessus de la grande porte : 1460, 1798, 1841 ;  date de constitution, date de réouverture sous la Révolution et date de reconstruction.

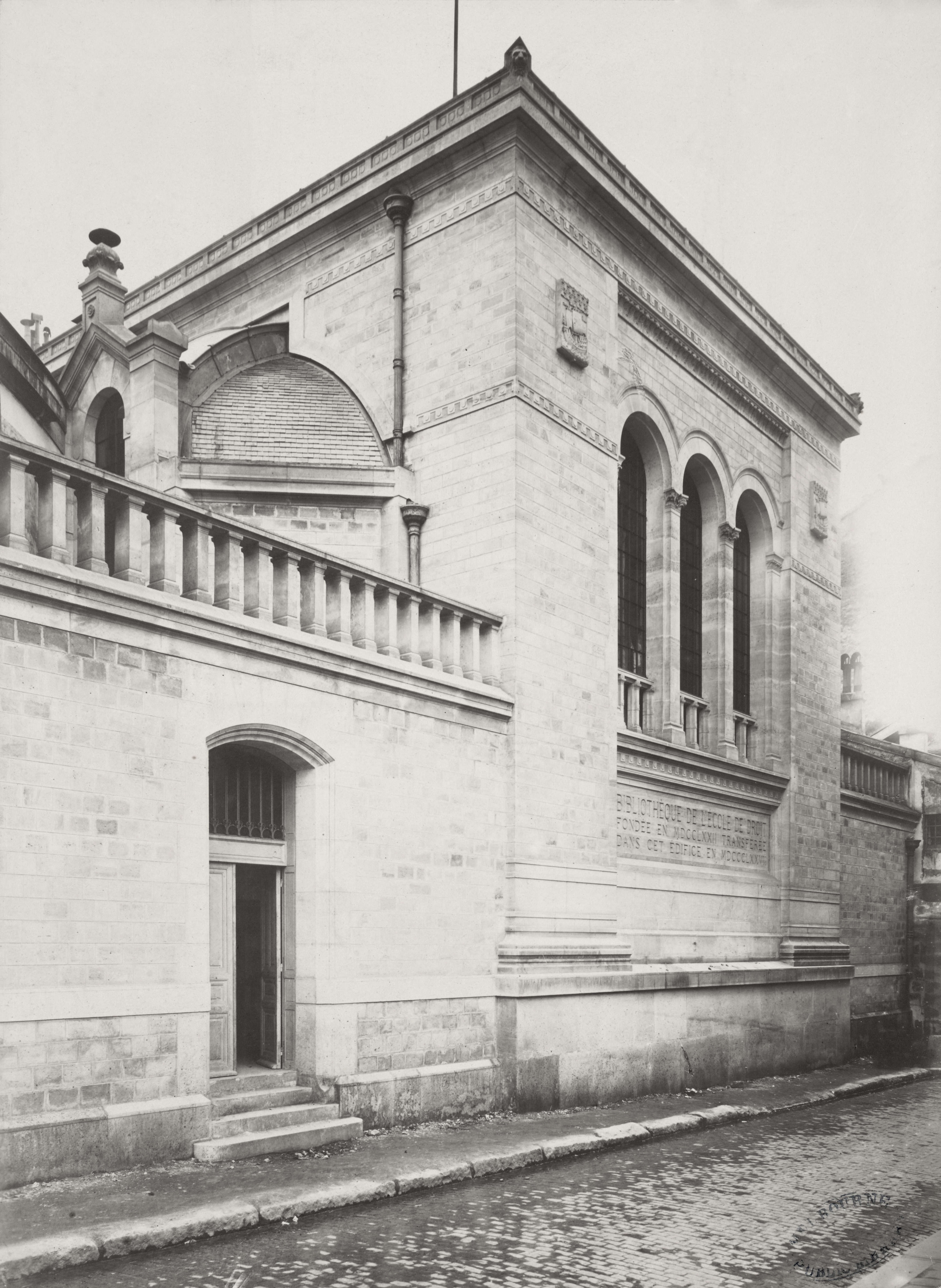
Photographie du bâtiment du XIXe siècle de la bibliothèque de l'Ecole de droit de Paris, situé au niveau de l'actuel numéro 3 rue Cujas, intégrée au site de la Faculté de droit dont l'entrée se trouve sur la place actuelle du Panthéon. Date de prise de vue comprise entre 1877 et 1880[2]. Ce bâtiment a disparu[3].
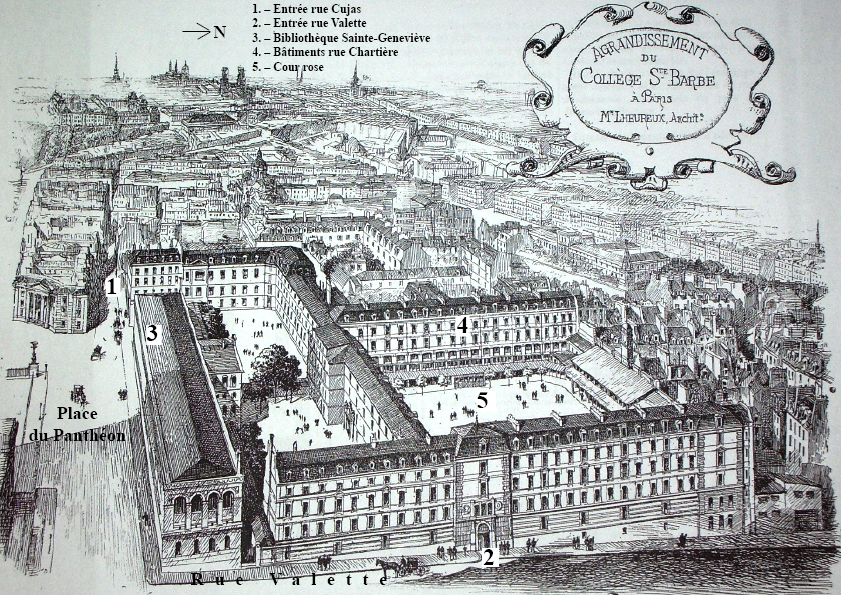
Vue du Collège Sainte-Barbe datée de 1891. Le pavillon d'entrée devenu en 1958 celui de la bibliothèque Cujas est nettement reconnaissable (numéro 1 sur le dessin).
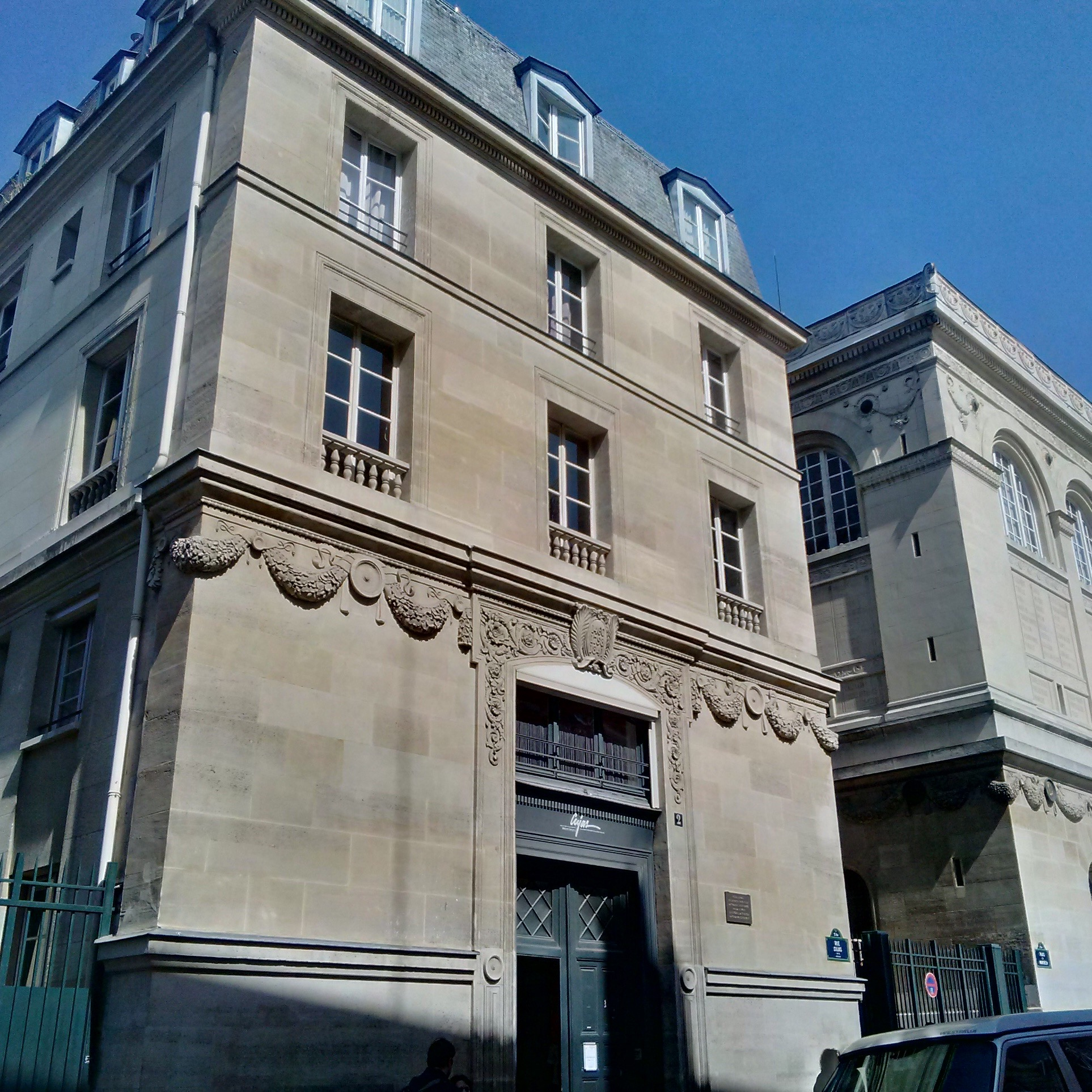
Pavillon d'entrée.
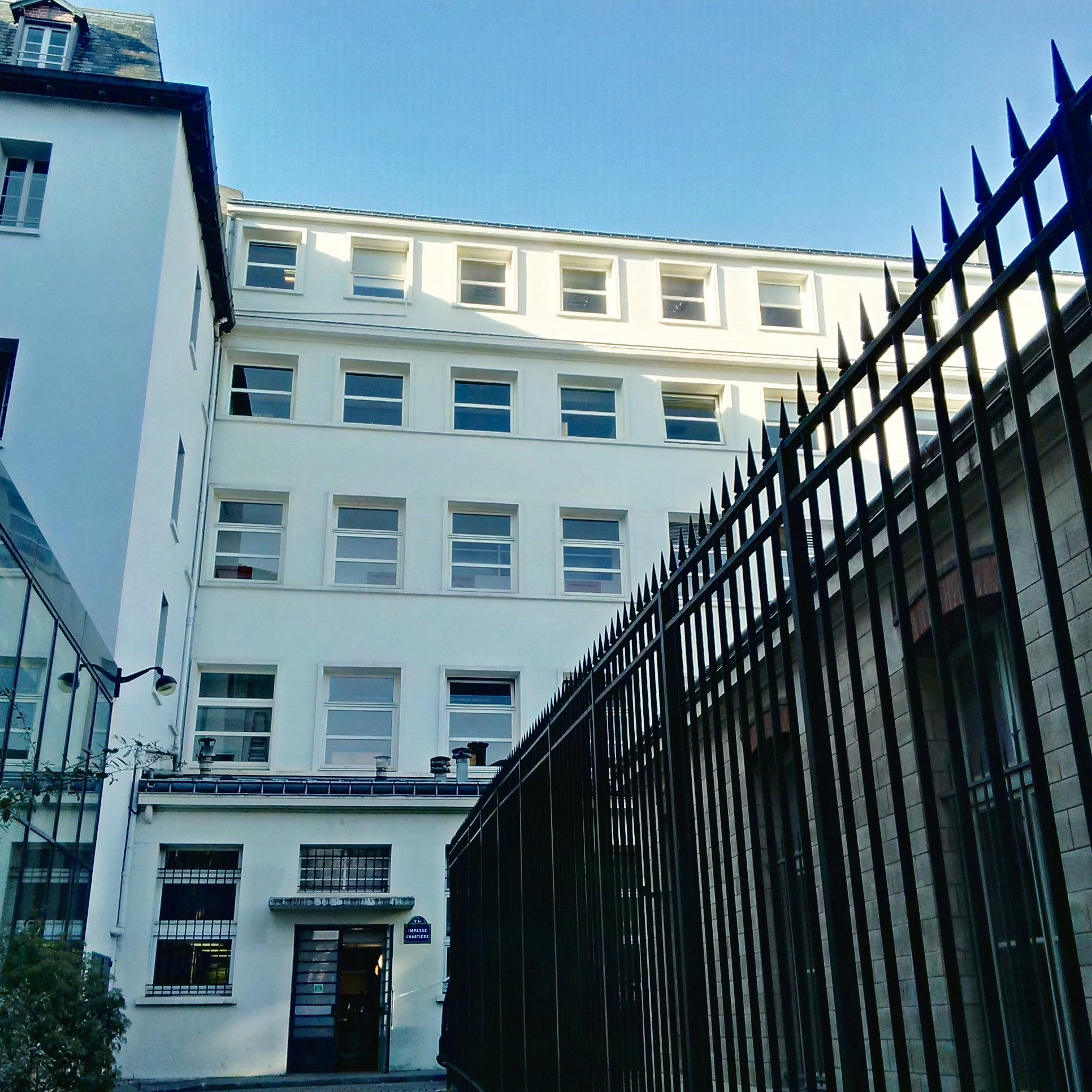
Bâtiment Chartière en fond de parcelle.
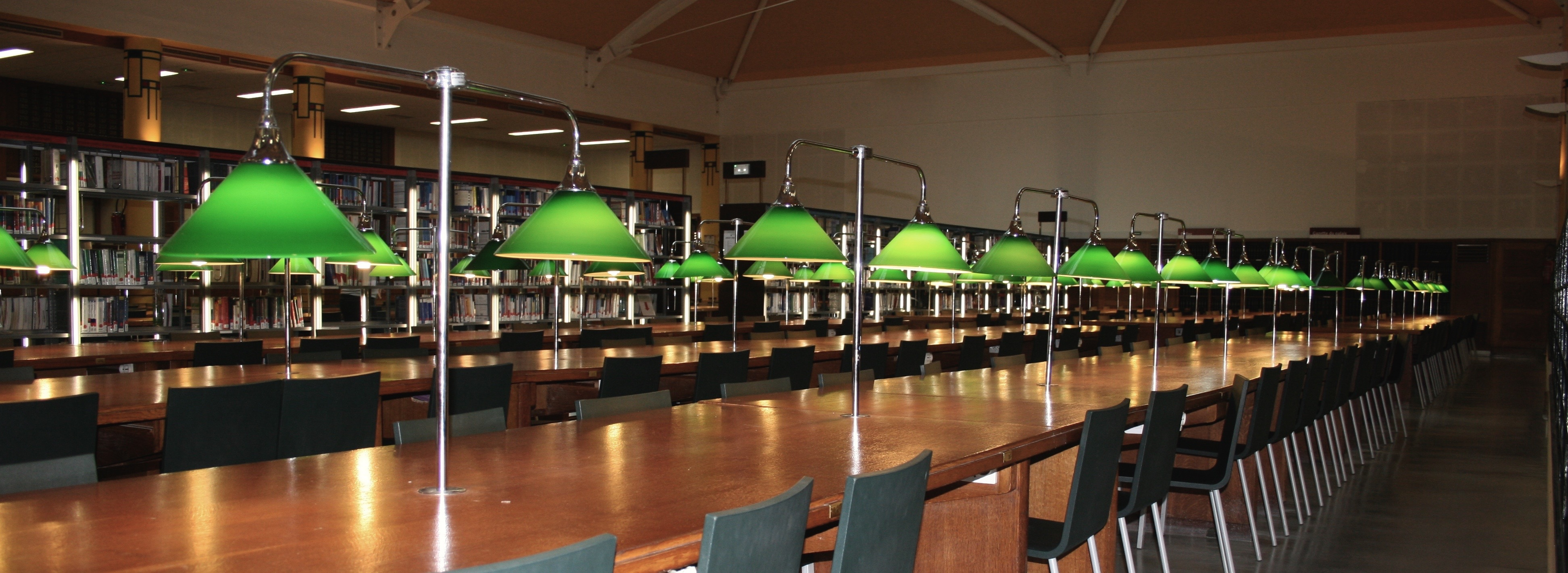
Salle de lecture principale.
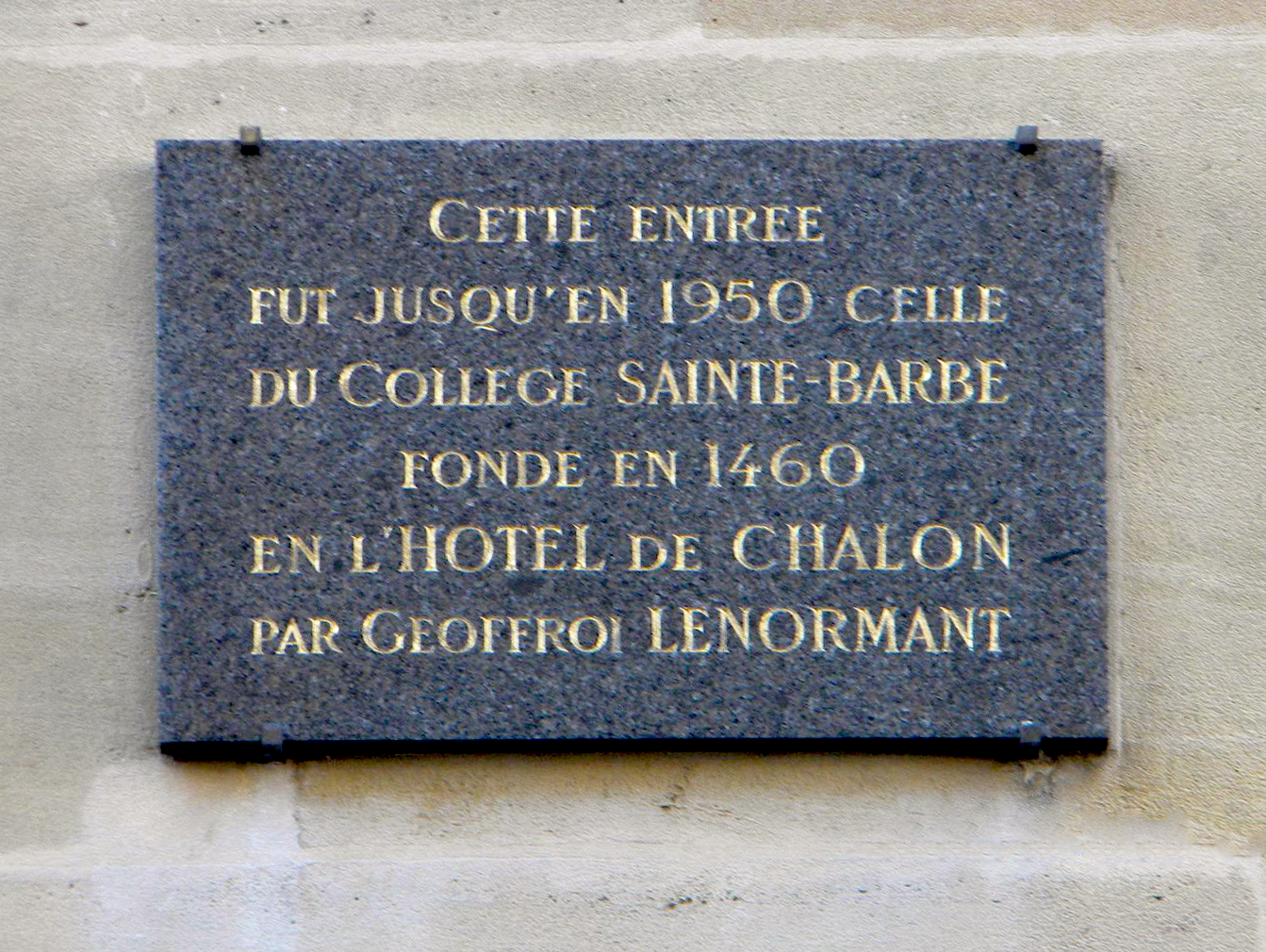
Plaque sur la façade.

## Accès
La bibliothèque est ouverte aux enseignants-chercheurs, aux étudiants des universités partenaires de niveau licence 2 et aux autres étudiants de niveau master et doctorat, ainsi qu'aux personnes exerçant une activité dans les domaines juridique, économique et politique. D'autres personnes peuvent exceptionnellement être autorisées à l'utiliser, notamment pour consulter des documents spécifiques.

## Collections
Les collections constituées par la bibliothèque Cujas et le nombre de ses abonnements à des ressources électroniques en font l'institution de référence pour la recherche documentaire juridique en France, et aussi une des bibliothèques françaises les plus riches dans les domaines de l'économie et des sciences politiques. Le fonds ancien est progressivement numérisé et disponible sur le site web institutionnel (sur la plateforme de consultation Cujasnum).
Elle a été jusqu'en 2014, date de disparition du dispositif national, centre d'acquisition et de diffusion de l'information scientifique et technique (CADIST) de l'enseignement supérieur français, avec la mission de couvrir les sciences juridiques de la manière la plus complète possible, notamment avec des publications étrangères. Elle conserve en principe toutes les thèses de droit soutenues en France. Elle abrite un centre de documentation européenne. Elle est dépositaire de la documentation produite par les Nations unies de 1949 à 2010. Elle dispose également des documents émis par la Société des Nations (SDN), l’Organisation internationale du travail (OIT) et le Bureau international du travail (BIT). Les collections en libre-accès sont organisées selon la classification de Bordeaux.
La bibliothèque est également « pôle associé » de la Bibliothèque nationale de France, notamment pour conduire des actions de numérisation.